# Operazione terzo uomo
Operazione terzo uomo (Schüsse im 3/4 Takt) è un film del 1965 diretto da Alfred Weidenmann.